# Joseph-Hector Fiocco
Joseph-Hector Fiocco (Brussel, 20 januari 1703 – aldaar, 21 juni 1741) was een Vlaams componist en violist, gespecialiseerd in barokmuziek. Verder was hij professor in Grieks en Latijn.
Fiocco was het achtste kind van in totaal vijftien kinderen van de Italiaanse componist Pietro Antonio Fiocco. Fiocco werkte als musicus in de kathedraal van Antwerpen. In 1737 keerde hij terug naar Brussel, waar hij ging werken in de Kathedraal van Sint-Michiel en Sint-Goedele. Fiocco stierf onverwacht op 38-jarige leeftijd.
Enkele van zijn bekendste werken zijn Lamentations Du Jeudi Saint, Missa Solemnis en Pièces de Clavecin. Zijn twee suites voor het klavecimbel werden opgedragen aan de Hertog van Arenberg. Zijn suites bevatten combinaties van Franse en Italiaanse muziekstijlen, zoals adagio, allegro, andante en vivace. Ook zijn er beiaardarrangementen bekend van zijn werk door de Antwerpse beiaardier Johannes De Gruyters in diens beiaardboek uit 1746 voor de Hemony-beiaarden op de Onze-Lieve-Vrouwekathedraal (Antwerpen). 
- Biblioteca Nacional de España: XX1011440
- Bibliothèque nationale de France: cb148060503 (data)
- CiNii: DA12131298
- Gemeinsame Normdatei: 124729738
- International Standard Name Identifier: 0000 0001 1466 1342
- Library of Congress Control Number: n82024083
- Nationale Bibliotheek van Letland: 000150208
- MusicBrainz: 5f4f0f28-6924-4a5d-8e75-6c9c7d4f192f
- Bibliotheek van het Japanse parlement: 00901980
- Nationale Bibliotheek van Tsjechië: mzk2010587097
- Nationale Bibliotheek van Israël: 987007275061605171
- Nederlandse Thesaurus van Auteursnamen: 073827959
- LIBRIS: 208729
- SNAC: w61k2rd7
- Système universitaire de documentation: 121738183
- Trove: 990919
- Virtual International Authority File: 2656029
- WorldCat: E39PBJwMGfW6HX3mtGXk9q4g8C